# Stella Obasanjo
Stella Obasanjo (noviembre de 1945 - Marbella, España, 23 de octubre de 2005) fue primera dama de Nigeria desde 1999 hasta su fallecimiento.
Natural de Irruepken en el estado nigeriano de Edo, pertenecía a la etnia esan y era hija de un político nigeriano. Stella Obasanjo fue una de las esposas del presidente nigeriano Olusegun Obasanjo, y desde el regreso al poder de Olusegun Obasanjo en 1999, estaba considerada la esposa oficial del presidente.
Su figura pública fue objeto de acusaciones de nepotismo y se ha criticado su influencia en el gobierno. Orobosa Omo-ojo, director del diario The Midwest Herald, fue arrestado a principios de 2005 después de que este diario publicara un artículo titulado "Greedy Stella" ("La codiciosa Stella").
El 23 de octubre de 2005 falleció en una clínica privada en la localidad española de Marbella mientras se recuperaba de una operación de cirugía estética (liposucción).